# Kleidémosz
Kleidémosz preszókratikus filozófus. Létezésének és munkásságának csak Theophrasztosz egyik írásában maradt nyoma.

## Munkássága
Kleidémoszról Theophrasztosz Az érzékelésről című írásában olvasható egy rövid passzus. Eszerint Kleidémosz az „egyetlen, akinek egyéni nézete van a látásról”. Úgy vélekedett, hogy az emberi szemmel csak áttetsző volta miatt lehetséges az érzékelés. A fül azért érzékel, mert a hallójáraton beömlő levegő mozog. Ez az egyetlen érzékszerv, amely „nem ítél meg semmit”, hanem „jelentést küld az észnek”. A szaglás azáltal megy végbe, hogy a belélegzett levegő a testbe jutva „sajátos keveréket alkot”. A nyelv szivacsos természete miatt érzékeli az ízeket. Az emberi érzékszervek a minőségek közül a hideget és a meleget, a nedveset és a szárazat érzékelik.